# Estación Concordia Norte
Concordia Norte fue una estación terminal del Ferrocarril General Urquiza ubicada en la ciudad de Concordia en el departamento Concordia, provincia de Entre Ríos, República Argentina. Mientras perteneció a las Líneas del Este de los Ferrocarriles del Estado fue conocida como Estación del Estado.

## Historia
La Línea E1 de Federal a Concordia de las Líneas del Este de los Ferrocarriles del Estado fue construida por el Primer Batallón de Ferrocarrileros y fue habilitada el 26 de diciembre de 1930, poniéndose así en funciones la Estación del Estado en Concordia. El 16 de agosto de 1954 corrió por primera vez un tren de pasajeros entre Paraná y Concordia utilizando este ramal.
Un decreto de 30 de junio de 1930 autorizó la construcción de un ramal de 4,5 km (habilitado en 1932) entre la línea de Federal a Concordia Norte y el Puerto de Concordia, incluyendo un empalme en triángulo en el km 347 y un puente para cruzar la vías del Ferrocarril Nordeste Argentino. De este ramal se desprendía un empalme con la estación Concordia Central del Ferrocarril Nordeste Argentino.
De acuerdo con el Itinerario de Trenes n.º 73 de los Ferrocarriles del Estado, con fecha 1 de abril de 1940, la estación contaba con: un tanque de agua con 193 m³ de capacidad, una mesa giratoria de 25 m de diámetro, un galpón con capacidad para guardar dos coches, 650 m² en galpones de cargas, 457 m² de galpones para cereales, básculas para vagones de 80 ton, una rampa de costado y otra de punta, 704 m de vía para cruces y 4826 m de vías auxiliares.
El 25 de julio de 1944 fue aprobada por decreto n.º 19521/1944 la construcción de un galpón para coches motores en la estación Concordia.
A partir del 1 de marzo de 1949 las Líneas del Este quedaron incorporadas al Ferrocarril Nacional General Urquiza y la estación del estado de Concordia pasó a ser conocida como Concordia Norte, perdiendo importancia con respecto a la Estación Concordia Central, con la que quedó dentro del mismo ferrocarril.
Para el servicio de pasajeros con coches motores entre Concordia Norte y Paraná corrían los trenes n.º 2301-2302, que fueron suprimidos por el decreto n.º 1168/1992 y remplazados por otro que corrió hasta el 31 de diciembre de 1992. La estación quedó luego desafectada.
La ley nacional n.º 25015 sancionada el 23 de septiembre de 1998 y promulgada de hecho el 20 de octubre de ese año, transfirió a la municipalidad de Concordia el dominio y los derechos sobre los terrenos de la estación a los efectos de construir viviendas y una estación ferrovial de pasajeros. La ley n.º 26260 sancionada el 9 de mayo de 2007 y promulgada de hecho el 1 de junio de 2007 modificó el cargo de transferencia eliminando la construcción de viviendas y agregando el uso para espacios verdes, de recreación y/o de eventos populares. Las instalaciones de la estación pasaron a ser utilizadas por la municipalidad de Concordia y se construyó un corsódromo en ella y un centro de convenciones. Dos ramales secundarios desde esta estación, también desactivados, la conectan con la vecina planta fabril de Baggio (ex-Pindapoy) desde 1964. Parte las vías de la estación permanecen enterradas, mientras que las vías del paso a nivel de acceso a la estación fueron cubiertas con asfalto. 

## Ubicación
Se encuentra ubicada entre las estaciones Concordia Central y Osvaldo Magnasco, con el desvío en el apeadero km 347.